# NHL Amateur Draft 1974
L'NHL Amateur Draft 1974 è stato il 12º draft della National Hockey League. Si è tenuto fra il 28-30 maggio 1974 presso gli uffici della National Hockey League di Montréal.
Il dodicesimo draft della National Hockey League si svolse via teleconferenza presso gli uffici della National Hockey League di Montréal. Nella speranza di strappare i giocatori dalla lega rivale della World Hockey Association il draft si svolse prima del previsto ed in segreto. Tuttavia anche a causa della lunga durata delle operazioni, tre giorni, alcune informazioni riuscirono comunque a trapelare grazie agli agenti e ad altre fonti. Come forma di protesta nei confronti della lenta procedura di selezione il general manager dei Buffalo Sabres Punch Imlach selezionò Taro Tsujimoto dei Tokyo Katanas in 183ª posizione. La NHL inizialmente approvò la chiamata, per poi scoprire alcune settimane dopo che Imlach aveva inventato sia Tsujimoto che la sua squadra di appartenenza. Successivamente la scelta fu invalidata dalla NHL e rimossa dai registri. Per la prima volta la NHL permise di selezionare giocatori minorenni, in risposta alla WHA che già l'anno prima aveva selezionato alcuni giocatori al di sotto dei 18 anni di età. Fra le 246 scelte del 1974, nuovo record assoluto, ben 40 furono di giocatori provenienti dagli Stati Uniti, mentre sul fronte europeo vennero selezionati cinque atleti dalla Svezia e uno dalla Finlandia.
I Washginton Capitals selezionarono il difensore Greg Joly dai Regina Pats, i Kansas City Scouts invece come seconda scelta puntarono sull'ala destra Wilf Paiement, proveniente dai St. Catharines Black Hawks, mentre i California Golden Seals scelsero in terza posizione il difensore Rick Hampton dei St. Catharines Black Hawks. Fra i 246 giocatori selezionati 138 erano attaccanti, 84 erano difensori mentre 24 erano portieri. Dei giocatori scelti 98 giocarono in NHL, 15 vinsero la Stanley Cup mentre 3 di loro entrarono a far parte della Hockey Hall of Fame.

## Expansion Draft
L'NHL Expansion Draft 1974, il quarto nella storia della NHL, si svolse il 12 giugno 1974 presso gli uffici della National Hockey League di Montréal. Il draft ebbe luogo per permettere di completare i roster delle due nuove franchigie iscritte in NHL a partire dalla stagione 1974-75: i Kansas City Scouts ed i Washington Capitals.

## Turni
|  | = NHL All-Star |  |  | = NHL All-Star e NHL All-Star Team |  |  | = Membro della Hall of Fame |

Legenda delle posizioni

A = Attaccante   AD = Ala destra   AS = Ala sinistra   C = Centro   D = Difensore   P = Portiere

### Primo giro
| #  | Giocatore            | Nazionalità | Squadra NHL                               | Squadra di provenienza            |
| -- | -------------------- | ----------- | ----------------------------------------- | --------------------------------- |
| 1  | Greg Joly (D)        | Canada      | Washington Capitals                       | Regina Pats (WCHL)                |
| 2  | Wilf Paiement (AD)   | Canada      | Kansas City Scouts                        | St. Catharines B.Hawks (OMJHL)    |
| 3  | Rick Hampton (D)     | Canada      | California Golden Seals                   | St. Catharines B.Hawks (OMJHL)    |
| 4  | Clark Gillies (AS)   | Canada      | New York Islanders                        | Regina Pats (WCHL)                |
| 5  | Cam Connor (AD)      | Canada      | Montreal Canadiens (da Vancouver)         | Flin Flon Bombers (WCHL)          |
| 6  | Doug Hicks (D)       | Canada      | Minnesota North Stars                     | Flin Flon Bombers (WCHL)          |
| 7  | Doug Risebrough (C)  | Canada      | Montreal Canadiens (da St. Louis)         | Kitchener Rangers (OMJHL)         |
| 8  | Pierre Larouche (C)  | Canada      | Pittsburgh Penguins                       | Sorel Éperviers (QMJHL)           |
| 9  | Bill Lochead (AS)    | Canada      | Detroit Red Wings                         | Oshawa Generals (OMJHL)           |
| 10 | Rick Chartraw (D)    | Stati Uniti | Montreal Canadiens (da Atlanta)           | Kitchener Rangers (OMJHL)         |
| 11 | Lee Fogolin (D)      | Canada      | Buffalo Sabres                            | Oshawa Generals (OMJHL)           |
| 12 | Mario Tremblay (AD)  | Canada      | Montreal Canadiens (da Los Angeles)       | Montreal Bleu Blanc Rouge (QMJHL) |
| 13 | Jack Valiquette (C)  | Canada      | Toronto Maple Leafs                       | S.S. Marie Greyhounds (WCHL)      |
| 14 | Dave Maloney (D)     | Canada      | New York Rangers                          | Kitchener Rangers (OMJHL)         |
| 15 | Gord McTavish (C)    | Canada      | Montreal Canadiens                        | Sudbury Wolves (OMJHL)            |
| 16 | Grant Mulvey (AD)    | Canada      | Chicago Black Hawks                       | Calgary Centennials (WCHL)        |
| 17 | Ron Chipperfield (C) | Canada      | California Golden Seals (da Philadelphia) | Brandon Wheat Kings (WCHL)        |
| 18 | Don Larway (AD)      | Canada      | Boston Bruins                             | Swift Current Broncos (WCHL)      |

### Secondo giro
| #  | Giocatore             | Nazionalità | Squadra NHL                         | Squadra di provenienza            |
| -- | --------------------- | ----------- | ----------------------------------- | --------------------------------- |
| 19 | Mike Marson (AS)      | Canada      | Washington Capitals                 | Sudbury Wolves (OMJHL)            |
| 20 | Glen Burdon (C)       | Canada      | Kansas City Scouts                  | Regina Pats (WCHL)                |
| 21 | Bruce Affleck (D)     | Canada      | California Golden Seals             | Denver Pioneers (NCAA)            |
| 22 | Bryan Trottier (C)    | Canada      | New York Islanders                  | Swift Current Broncos (WCHL)      |
| 23 | Ron Sedlbauer (AS)    | Canada      | Vancouver Canucks                   | Kitchener Rangers (OMJHL)         |
| 24 | Rich Nantais (AS)     | Canada      | Minnesota North Stars               | Québec Remparts (QMJHL)           |
| 25 | Mark Howe (AD)        | Stati Uniti | Boston Bruins (da St. Louis)        | Houston Aeros (WHA)               |
| 26 | Bob Hess (D)          | Canada      | St. Louis Blues (da Pittsburgh)     | New Westminster Bruins (WCHL)     |
| 27 | Jacques Cossette (AD) | Canada      | Pittsburgh Penguins (da Detroit)    | Sorel Éperviers (QMJHL)           |
| 28 | Guy Chouinard (C)     | Canada      | Atlanta Flames                      | Québec Remparts (QMJHL)           |
| 29 | Danny Gare (AD)       | Canada      | Buffalo Sabres                      | Calgary Centennials (WCHL)        |
| 30 | Gary MacGregor (C)    | Canada      | Montreal Canadiens (da Los Angeles) | Cornwall Royals (QMJHL)           |
| 31 | Tiger Williams (AS)   | Canada      | Toronto Maple Leafs                 | Swift Current Broncos (WCHL)      |
| 32 | Ron Greschner (D)     | Canada      | New York Rangers                    | New Westminster Bruins (WCHL)     |
| 33 | Gilles Lupien (D)     | Canada      | Montreal Canadiens                  | Montreal Bleu Blanc Rouge (QMJHL) |
| 34 | Alain Daigle (AD)     | Canada      | Chicago Black Hawks                 | Trois-Rivières Draveurs (QMJHL)   |
| 35 | Don McLean (D)        | Canada      | Philadelphia Flyers                 | Sudbury Wolves (OMJHL)            |
| 36 | Peter Sturgeon (AS)   | Canada      | Boston Bruins                       | Kitchener Rangers (OMJHL)         |

### Terzo giro
| #  | Giocatore                  | Nazionalità | Squadra NHL                       | Squadra di provenienza            |
| -- | -------------------------- | ----------- | --------------------------------- | --------------------------------- |
| 37 | John Paddock (AD)          | Canada      | Washington Capitals               | Brandon Wheat Kings (WCHL)        |
| 38 | Bob Bourne (C)             | Canada      | Kansas City Scouts                | Saskatoon Blades (WCHL)           |
| 39 | Charlie Simmer (C)         | Canada      | California Golden Seals           | S.S. Marie Greyhounds (OMJHL)     |
| 40 | Brad Anderson (C)          | Canada      | New York Islanders                | Victoria Cougars (WCHL)           |
| 41 | John Hughes (D)            | Canada      | Vancouver Canucks                 | Toronto Marlboros (OMJHL)         |
| 42 | Pete LoPresti (P)          | Stati Uniti | Minnesota North Stars             | Denver Pioneers (NCAA)            |
| 43 | Gordon Buynak (D)          | Stati Uniti | St. Louis Blues                   | Kingston Canadians (OMJHL)        |
| 44 | Dan Mandryk (AS)           | Canada      | Detroit Red Wings (da Pittsburgh) | Calgary Centennials (WCHL)        |
| 45 | Bill Evo (AD)              | Stati Uniti | Detroit Red Wings                 | Peterborough Petes (OMJHL)        |
| 46 | Dick Spannbauer (D)        | Stati Uniti | Atlanta Flames                    | Minnesota Gophers (NCAA)          |
| 47 | Michel Deziel (AS)         | Canada      | Buffalo Sabres                    | Sorel Éperviers (QMJHL)           |
| 48 | Gary Sargent (D)           | Stati Uniti | Los Angeles Kings                 | Fargo Sugar Kings (MWJHL)         |
| 49 | Per-Arne Alexandersson (C) | Svezia      | Toronto Maple Leafs               | Leksand (Elitserien)              |
| 50 | Jerry Holland (AS)         | Canada      | New York Rangers                  | Calgary Centennials (WCHL)        |
| 51 | Marty Howe (D)             | Stati Uniti | Montreal Canadiens                | Houston Aeros (WHA)               |
| 52 | Bob Murray (D)             | Canada      | Chicago Blackhawks                | Cornwall Royals (QMJHL)           |
| 53 | Bob Sirois (AD)            | Canada      | Philadelphia Flyers               | Montreal Bleu Blanc Rouge (QMJHL) |
| 54 | Tom Edur (D)               | Canada      | Boston Bruins                     | Cleveland Crusaders (WHA)         |

### Quarto giro
| #  | Giocatore             | Nazionalità | Squadra NHL                       | Squadra di provenienza        |
| -- | --------------------- | ----------- | --------------------------------- | ----------------------------- |
| 55 | Paul Nicholson (AS)   | Canada      | Washington Capitals               | London Knights (OMJHL)        |
| 56 | Roger Lemelin (D)     | Canada      | Kansas City Scouts                | London Knights (OMJHL)        |
| 57 | Tom Price (D)         | Canada      | California Golden Seals           | Ottawa 67's (OMJHL)           |
| 58 | Pat Ribble (D)        | Canada      | Atlanta Flames (da NY Islanders)  | Oshawa Generals (OMJHL)       |
| 59 | Harold Snepsts (D)    | Canada      | Vancouver Canucks                 | Edmonton Oil Kings (WCHL)     |
| 60 | Kim MacDougall (D)    | Canada      | Minnesota North Stars             | Regina Pats (WCHL)            |
| 61 | Barry Legge (D)       | Canada      | Montreal Canadiens (da St. Louis) | Winnipeg Monarchs (WCHL)      |
| 62 | Mario Faubert (D)     | Canada      | Pittsburgh Penguins               | Saint Louis Billikens (NCAA)  |
| 63 | Michel Bergeron (AD)  | Canada      | Detroit Red Wings                 | Sorel Éperviers (QMJHL)       |
| 64 | Cam Botting (AD)      | Canada      | Atlanta Flames                    | Niagara Falls Flyers (OMJHL)  |
| 65 | Paul McIntosh (AD)    | Canada      | Buffalo Sabres                    | Peterborough Petes (OMJHL)    |
| 66 | Brad Winton (C)       | Canada      | Los Angeles Kings                 | Toronto Marlboros (OMJHL)     |
| 67 | Peter Driscoll (AS)   | Canada      | Toronto Maple Leafs               | Kingston Canadians (OMJHL)    |
| 68 | Boyd Anderson (AS)    | Canada      | New York Rangers                  | Medicine Hat Tigers (WCHL)    |
| 69 | Mike McKegney (AD)    | Canada      | Montreal Canadiens                | Kitchener Rangers (OMJHL)     |
| 70 | Terry Ruskowski (C)   | Canada      | Chicago Black Hawks               | Swift Current Broncos (WCHL)  |
| 71 | Randy Andreachuk (AD) | Canada      | Philadelphia Flyers               | Kamloops Chiefs (WCHL)        |
| 72 | Bill Reed (D)         | Canada      | Boston Bruins                     | S.S. Marie Greyhounds (OMJHL) |

### Quinto giro
| #  | Giocatore           | Nazionalità | Squadra NHL                   | Squadra di provenienza         |
| -- | ------------------- | ----------- | ----------------------------- | ------------------------------ |
| 73 | Jack Patterson (C)  | Canada      | Washington Capitals           | Kamloops Chiefs (WCHL)         |
| 74 | Mark Lomenda (AD)   | Canada      | Kansas City Scouts            | Victoria Cougars (WCHL)        |
| 75 | Jim Warden (P)      | Stati Uniti | California Golden Seals       | Michigan Tech Huskies (NCAA)   |
| 76 | Carlo Torresan (D)  | Canada      | New York Islanders            | Sorel Éperviers (QMJHL)        |
| 77 | Mike Rogers (C)     | Canada      | Vancouver Canucks             | Calgary Centennials (WCHL)     |
| 78 | Ron Ashton (D)      | Canada      | Minnesota North Stars         | Saskatoon Blades (WCHL)        |
| 79 | Mike Zuke (C)       | Canada      | St. Louis Blues               | Michigan Tech Huskies (NCAA)   |
| 80 | Bruce Aberhart (P)  | Canada      | Pittsburgh Penguins           | London Knights (OMJHL)         |
| 81 | John Taft (D)       | Stati Uniti | Detroit Red Wings             | Wisconsin Badgers (NCAA)       |
| 82 | Jerry Badiuk (D)    | Canada      | Atlanta Flames                | Kitchener Rangers (OMJHL)      |
| 83 | Garry Lariviere (D) | Canada      | Buffalo Sabres                | St. Catharines B.Hawks (OMJHL) |
| 84 | Paul Evans (C)      | Canada      | Los Angeles Kings             | Kitchener Rangers (OMJHL)      |
| 85 | Mike Palmateer (P)  | Canada      | Toronto Maple Leafs           | Toronto Marlboros (OMJHL)      |
| 86 | Dennis Olmstead (C) | Canada      | New York Rangers              | Wisconsin Badgers (NCAA)       |
| 87 | Don Wheldon (D)     | Stati Uniti | St. Louis Blues (da Montreal) | London Knights (OMJHL)         |
| 88 | Dave Logan (D)      | Canada      | Chicago Black Hawks           | Laval Titan (QMJHL)            |
| 89 | Dennis Sobchuk (C)  | Canada      | Philadelphia Flyers           | Regina Pats (WCHL)             |
| 90 | Jamie Bateman (AS)  | Canada      | Boston Bruins                 | Québec Remparts (QMJHL)        |

### Sesto giro
| #   | Giocatore            | Nazionalità | Squadra NHL             | Squadra di provenienza        |
| --- | -------------------- | ----------- | ----------------------- | ----------------------------- |
| 91  | Brian Kinsella (C)   | Canada      | Washington Capitals     | Oshawa Generals (OMJHL)       |
| 92  | John Shewchuk (C)    | Stati Uniti | Kansas City Scouts      | St. Paul Vulcans (MWJHL)      |
| 93  | Tom Sundberg (C)     | Stati Uniti | California Golden Seals | St. Paul Vulcans (MWJHL)      |
| 94  | Sid Prysunka (AS)    | Canada      | New York Islanders      | New Westminster Bruins (WCHL) |
| 95  | Andy Spruce (AS)     | Canada      | Vancouver Canucks       | London Knights (OMJHL)        |
| 96  | John Sheridan (C)    | Stati Uniti | Minnesota North Stars   | Minnesota Gophers (NCAA)      |
| 97  | Mike Thompson (D)    | Canada      | St. Louis Blues         | Victoria Cougars (WCHL)       |
| 98  | Buzz Schneider (AS)  | Stati Uniti | Pittsburgh Penguins     | Minnesota Gophers (NCAA)      |
| 99  | Don Dufek (AS)       | Stati Uniti | Detroit Red Wings       | Michigan Wolverines (NCAA)    |
| 100 | Bill Moen (P)        | Stati Uniti | Atlanta Flames          | Minnesota Gophers (NCAA)      |
| 101 | Dave Given (AD)      | Stati Uniti | Buffalo Sabres          | Brown Bears (ECAC)            |
| 102 | Marty Mathews (AS)   | Canada      | Los Angeles Kings       | Flin Flon Bombers (WCHL)      |
| 103 | Bill Hassard (C)     | Canada      | Toronto Maple Leafs     | Wexford Warriors (MetJHL)     |
| 104 | Eddie Johnstone (AD) | Canada      | New York Rangers        | Medicine Hat Tigers (WCHL)    |
| 105 | John Stewart (C)     | Canada      | Montreal Canadiens      | Bowling Green Falcons (NCAA)  |
| 106 | Bob Volpe (P)        | Canada      | Chicago Black Hawks     | Sudbury Wolves (OMJHL)        |
| 107 | Willie Friesen (AS)  | Canada      | Philadelphia Flyers     | Swift Current Broncos (WCHL)  |
| 108 | Bill Best (AS)       | Canada      | Boston Bruins           | Sudbury Wolves (OMJHL)        |

### Settimo giro
| #   | Giocatore           | Nazionalità | Squadra NHL             | Squadra di provenienza         |
| --- | ------------------- | ----------- | ----------------------- | ------------------------------ |
| 109 | Garth Malarchuk (P) | Canada      | Washington Capitals     | Calgary Centennials (WCHL)     |
| 110 | Mike Boland (D)     | Canada      | Kansas City Scouts      | S.S. Marie Greyhounds (OMJHL)  |
| 111 | Tom Anderson (D)    | Stati Uniti | California Golden Seals | St. Paul Vulcans (MWJHL)       |
| 112 | Dave Langevin (D)   | Stati Uniti | New York Islanders      | MN Duluth Bulldogs (NCAA)      |
| 113 | Jim Clarke (D)      | Canada      | Vancouver Canucks       | Toronto Marlboros (OMJHL)      |
| 114 | Dave Heitz (P)      | Stati Uniti | Minnesota North Stars   | Fargo Sugar Kings (MWJHL)      |
| 115 | Terry Casey (AD)    | Canada      | St. Louis Blues         | St. Catharines B.Hawks (OMJHL) |
| 116 | Robbie Laird (AS)   | Canada      | Pittsburgh Penguins     | Regina Pats (WCHL)             |
| 117 | Jack Carlson (AS)   | Stati Uniti | Detroit Red Wings       | Marquette Iron Rangers (USHL)  |
| 118 | Peter Brown (D)     | Stati Uniti | Atlanta Flames          | Boston U. Terriers (ECAC)      |
| 119 | Bernard Noreau (AD) | Canada      | Buffalo Sabres          | Laval Titan (QMJHL)            |
| 120 | Harvey Stewart (P)  | Canada      | Los Angeles Kings       | Flin Flon Bombers (WCHL)       |
| 121 | Kevin Devine (AS)   | Canada      | Toronto Maple Leafs     | Toronto Marlboros (OMJHL)      |
| 122 | John Memryk (P)     | Canada      | New York Rangers        | Winnipeg Monarchs (WCHL)       |
| 123 | Joe Micheletti (D)  | Stati Uniti | Montreal Canadiens      | Minnesota Gophers (NCAA)       |
| 124 | Eddie Mio (P)       | Canada      | Chicago Black Hawks     | Colorado C. Tigers (NCAA)      |
| 125 | Réjean Lemelin (P)  | Canada      | Philadelphia Flyers     | Sherbrooke Castors (QMJHL)     |
| 126 | Ray Maluta (D)      | Canada      | Boston Bruins           | Flin Flon Bombers (WCHL)       |

### Ottavo giro
| #   | Giocatore               | Nazionalità | Squadra NHL             | Squadra di provenienza         |
| --- | ----------------------- | ----------- | ----------------------- | ------------------------------ |
| 127 | John Nazar (AS)         | Canada      | Washington Capitals     | Cornwall Royals (QMJHL)        |
| 128 | Jim McCabe (C)          | Canada      | California Golden Seals | Welland Sabres (SOJAHL)        |
| 129 | Dave Inkpen (D)         | Canada      | New York Islanders      | Edmonton Oil Kings (WCHL)      |
| 130 | Robbie Watt (AS)        | Stati Uniti | Vancouver Canucks       | Flin Flon Bombers (WCHL)       |
| 131 | Roland Eriksson (C)     | Svezia      | Minnesota North Stars   | IF Tunabro (Elitserien)        |
| 132 | Rod Tordoff (D)         | Canada      | St. Louis Blues         | Swift Current Broncos (WCHL)   |
| 133 | Larry Finck (D)         | Canada      | Pittsburgh Penguins     | St. Catharines B.Hawks (OMJHL) |
| 134 | Greg Steel (D)          | Canada      | Detroit Red Wings       | Calgary Centennials (WCHL)     |
| 135 | Tom Lindskog (D)        | Canada      | Atlanta Flames          | Michigan Wolverines (NCAA)     |
| 136 | Charles Constantin (AS) | Canada      | Buffalo Sabres          | Québec Remparts (QMJHL)        |
| 137 | John Held (D)           | Canada      | Los Angeles Kings       | London Knights (OMJHL)         |
| 138 | Kevin Kemp (D)          | Canada      | Toronto Maple Leafs     | Ottawa 67's (OMJHL)            |
| 139 | Greg Holst (C)          | Canada      | New York Rangers        | Kingston Canadians (OMJHL)     |
| 140 | Jamie Hislop (AD)       | Canada      | Montreal Canadiens      | N. Hampshire Wildcats (ECAC)   |
| 141 | Mike St. Cyr (D)        | Stati Uniti | Chicago Black Hawks     | Kitchener Rangers (OMJHL)      |
| 142 | Steve Short (AS)        | Stati Uniti | Philadelphia Flyers     | Minnesota Junior Stars (MWJHL) |
| 143 | Daryl Drader (D)        | Canada      | Boston Bruins           | ND Fighting Hawks (NCAA)       |

### Nono giro
| #   | Giocatore             | Nazionalità | Squadra NHL           | Squadra di provenienza               |
| --- | --------------------- | ----------- | --------------------- | ------------------------------------ |
| 144 | Kelvin Erickson (P)   | Canada      | Washington Capitals   | Calgary Centennials (WCHL)           |
| 145 | Brian Kuruliak (AS)   | Canada      | Kansas City Scouts    | North Bay Trappers (OPJHL)           |
| 146 | Jim Foubister (P)     | Canada      | New York Islanders    | Victoria Cougars (WCHL)              |
| 147 | Marc Gaudreault (D)   | Canada      | Vancouver Canucks     | Lake Superior S. Lakers (NCAA)       |
| 148 | Dave Staffen (C)      | Canada      | Minnesota North Stars | Ottawa 67's (OMJHL)                  |
| 149 | Paul-Andre Touzin (P) | Canada      | St. Louis Blues       | Shawinigan Dynamos (QMJHL)           |
| 150 | Jim Chicoyne (D)      | Canada      | Pittsburgh Penguins   | Brandon Wheat Kings (WCHL)           |
| 151 | Glen McLeod (D)       | Canada      | Detroit Red Wings     | Sudbury Wolves (OMJHL)               |
| 152 | Larry Hopkins (AS)    | Canada      | Atlanta Flames        | Oshawa Legionaires (MetJHL)          |
| 153 | Rick Jodzio (AS)      | Canada      | Buffalo Sabres        | Hamilton Fincups (OMJHL)             |
| 154 | Mario Lessard (P)     | Canada      | Los Angeles Kings     | Sherbrooke Castors (QMJHL)           |
| 155 | Dave Syvret (D)       | Canada      | Toronto Maple Leafs   | Ottawa 67's (OMJHL)                  |
| 156 | Claude Arvisais (C)   | Canada      | New York Rangers      | Shawinigan Dynamos (QMJHL)           |
| 157 | Gordon Stewart (C)    | Canada      | Montreal Canadiens    | Kamloops Chiefs (WCHL)               |
| 158 | Steve Colp (C)        | Canada      | Chicago Black Hawks   | Michigan St. Spartans (NCAA)         |
| 159 | Peter MacKenzie (D)   | Canada      | Philadelphia Flyers   | St. Francis Xavier University (CIAU) |
| 160 | Pete Roberts (C)      | Stati Uniti | Boston Bruins         | St. Cloud Junior Blues (MWJHL)       |

### Decimo giro
| #   | Giocatore            | Nazionalità | Squadra NHL           | Squadra di provenienza            |
| --- | -------------------- | ----------- | --------------------- | --------------------------------- |
| 161 | Tony White (AS)      | Canada      | Washington Capitals   | Kitchener Rangers (OPJHL)         |
| 162 | Denis Carufel (D)    | Canada      | Kansas City Scouts    | Sorel Éperviers (QMJHL)           |
| 163 | Bob Ferguson (C)     | Stati Uniti | New York Islanders    | Cornwall Royals (QMJHL)           |
| 164 | Brian Andersen (D)   | Canada      | Minnesota North Stars | New Westminster Bruins (WCHL)     |
| 165 | John Ahern (D)       | Stati Uniti | St. Louis Blues       | Brown Bears (ECAC)                |
| 166 | Rick Uhrich (AD)     | Canada      | Pittsburgh Penguins   | Regina Pats (WCHL)                |
| 167 | Louis Loranger (C)   | Canada      | Atlanta Flames        | Shawinigan Dynamos (QMJHL)        |
| 168 | Derek Smith (AS)     | Canada      | Buffalo Sabres        | Ottawa 67's (OMJHL)               |
| 169 | Derrick Emerson (AD) | Canada      | Los Angeles Kings     | Montreal Bleu Blanc Rouge (QMJHL) |
| 170 | Andy Stoesz (P)      | Canada      | Toronto Maple Leafs   | Selkirk Steelers (MJHL)           |
| 171 | Ken Dodd (AS)        | Canada      | New York Rangers      | New Westminster Bruins (WCHL)     |
| 172 | Chuck Luksa (D)      | Canada      | Montreal Canadiens    | Kitchener Rangers (OMJHL)         |
| 173 | Rick Fraser (D)      | Canada      | Chicago Black Hawks   | Oshawa Generals (OMJHL)           |
| 174 | Marcel Labrosse (C)  | Canada      | Philadelphia Flyers   | Shawinigan Dynamos (QMJHL)        |
| 175 | Peter Waselovich (P) | Stati Uniti | Boston Bruins         | ND Fighting Hawks (NCAA)          |

### Undicesimo giro
| 176 | Ron Pronchuk (D)      | Canada      | Washington Capitals   | Brandon Wheat Kings (WCHL)   |
| 177 | Sören Johansson (C)   | Svezia      | Kansas City Scouts    | Djurgården (Elitserien)      |
| 178 | Murray Fleck (D)      | Canada      | New York Islanders    | Estevan Bruins (SJHL)        |
| 179 | Duane Bray (D)        | Canada      | Minnesota North Stars | Flin Flon Bombers (WCHL)     |
| 180 | Mitch Babin (C)       | Canada      | St. Louis Blues       | North Bay Trappers (OPJHL)   |
| 181 | Serge Gamelin (AD)    | Canada      | Pittsburgh Penguins   | Sorel Éperviers (QMJHL)      |
| 182 | Randy Montgomery (AS) | Canada      | Atlanta Flames        | Welland Sabres (SOJAHL)      |
| 183 | Taro Tsujimoto (C)    | Giappone    | Buffalo Sabres        | Tokyo Katanas (JIHL)         |
| La scelta 183 fu successivamente dichiarata "non valida" dalla NHL poiché Taro Tsujimoto era un personaggio di fantasia. |                       |             |                       |                              |
| 184 | Jacques Locas (C)     | Canada      | Los Angeles Kings     | Québec Remparts (QMJHL)      |
| 185 | Marty Feschuk (D)     | Canada      | Toronto Maple Leafs   | Saskatoon Blades (WCHL)      |
| 186 | Ralph Krentz (AS)     | Canada      | New York Rangers      | Brandon Wheat Kings (WCHL)   |
| 187 | Cliff Cox (C)         | Canada      | Montreal Canadiens    | N. Hampshire Wildcats (ECAC) |
| 188 | Jean Bernier (D)      | Canada      | Chicago Black Hawks   | Shawinigan Dynamos (QMJHL)   |
| 189 | Scott Jessee (AD)     | Stati Uniti | Philadelphia Flyers   | Michigan Tech Huskies (NCAA) |

### Dodicesimo giro
| #   | Giocatore           | Nazionalità | Squadra NHL           | Squadra di provenienza        |
| --- | ------------------- | ----------- | --------------------- | ----------------------------- |
| 190 | Dave McKee (AD)     | Canada      | Washington Capitals   | Oshawa Generals (OMJHL)       |
| 191 | Mats Ulander (AS)   | Svezia      | Kansas City Scouts    | Bodens IK (Elitserien)        |
| 192 | Dave Rooke (D)      | Canada      | New York Islanders    | Cornwall Royals (QMJHL)       |
| 193 | Don Hay (AD)        | Canada      | Minnesota North Stars | New Westminster Bruins (WCHL) |
| 194 | Doug Allan (P)      | Canada      | St. Louis Blues       | New Westminster Bruins (WCHL) |
| 195 | Rich Perron (D)     | Canada      | Pittsburgh Penguins   | Québec Remparts (QMJHL)       |
| 196 | Bob Geoffrion (AS)  | Canada      | Buffalo Sabres        | Cornwall Royals (QMJHL)       |
| 197 | Lindsay Thomson (C) | Canada      | Los Angeles Kings     | Denver Pioneers (NCAA)        |
| 198 | Larry Jacques (AD)  | Canada      | New York Rangers      | Ottawa 67's (OMJHL)           |
| 199 | Dave Lumley (AD)    | Canada      | Montreal Canadiens    | N. Hampshire Wildcats (ECAC)  |
| 200 | Dwayne Byers (AD)   | Canada      | Chicago Black Hawks   | Sherbrooke Castors (QMJHL)    |
| 201 | Richard Guay (P)    | Stati Uniti | Philadelphia Flyers   | Chic. Saguenéens (QMJHL)      |

### Tredicesimo giro
| #   | Giocatore            | Nazionalità | Squadra NHL           | Squadra di provenienza        |
| --- | -------------------- | ----------- | --------------------- | ----------------------------- |
| 202 | Scott Mabley (D)     | Canada      | Washington Capitals   | S.S. Marie Greyhounds (OMJHL) |
| 203 | Ed Pizunski (D)      | Canada      | Kansas City Scouts    | Peterborough Petes (OMJHL)    |
| 204 | Neil Smith (D)       | Canada      | New York Islanders    | Brockville Braves (CJHL)      |
| 205 | Brian Holderness (P) | Canada      | Minnesota North Stars | Saskatoon Blades (WCHL)       |
| 206 | Rick Hindmarch (AD)  | Canada      | Pittsburgh Penguins   | Calgary Centennials (WCHL)    |
| 207 | Craig Brickley (C)   | Stati Uniti | Los Angeles Kings     | Penn Quakers (ECAC)           |
| 208 | Tom Gastle (AS)      | Canada      | New York Rangers      | Peterborough Petes (OMJHL)    |
| 209 | Mike Hobin (C)       | Canada      | Montreal Canadiens    | Hamilton Fincups (OMJHL)      |
| 210 | Glen Ing (AD)        | Canada      | Chicago Black Hawks   | Victoria Cougars (WCHL)       |
| 211 | Brad Morrow (D)      | Stati Uniti | Philadelphia Flyers   | Minnesota Gophers (NCAA)      |

### Quattordicesimo giro
| #   | Giocatore           | Nazionalità | Squadra NHL           | Squadra di provenienza          |
| --- | ------------------- | ----------- | --------------------- | ------------------------------- |
| 212 | Bernard Plante (AS) | Canada      | Washington Capitals   | Trois-Rivières Draveurs (QMJHL) |
| 213 | Willie Wing (AD)    | Canada      | Kansas City Scouts    | Hamilton Fincups (OMJHL)        |
| 214 | Stefan Persson (D)  | Svezia      | New York Islanders    | Brynäs (Elitserien)             |
| 215 | Frank Taylor (D)    | Canada      | Minnesota North Stars | Brandon Wheat Kings (WCHL)      |
| 216 | Bill Davis (D)      | Canada      | Pittsburgh Penguins   | Colgate Raiders (ECAC)          |
| 217 | Brad Kuglin (AS)    | Canada      | Los Angeles Kings     | Penn Quakers (ECAC)             |
| 218 | Eric Brubacher (C)  | Canada      | New York Rangers      | Kingston Canadians (OMJHL)      |
| 219 | Craig Arvidson (AS) | Stati Uniti | Philadelphia Flyers   | MN Duluth Bulldogs (NCAA)       |

### Quindicesimo giro
| #   | Giocatore             | Nazionalità | Squadra NHL           | Squadra di provenienza         |
| --- | --------------------- | ----------- | --------------------- | ------------------------------ |
| 220 | Jacques Chiasson (AD) | Canada      | Washington Capitals   | Drummondville Rangers (QMJHL)  |
| 221 | Dave Otness (C)       | Stati Uniti | New York Islanders    | Wisconsin Badgers (NCAA)       |
| 222 | Jeff Hymanson (D)     | Stati Uniti | Minnesota North Stars | St. Cloud Junior Blues (MWJHL) |
| 223 | J.D. Mathers (D)      | Stati Uniti | Pittsburgh Penguins   | Northeastern U. Huskies (ECAC) |
| 224 | Russ Hall (AD)        | Canada      | New York Rangers      | Winnipeg Monarchs (WCHL)       |

### Sedicesimo giro
| #   | Giocatore       | Nazionalità | Squadra NHL         | Squadra di provenienza       |
| --- | --------------- | ----------- | ------------------- | ---------------------------- |
| 225 | Bill Bell (AS)  | Canada      | Washington Capitals | Regina Pats (WCHL)           |
| 226 | Jim Murray (D)  | Canada      | New York Islanders  | Michigan Tech Huskies (NCAA) |
| 227 | Bill Kriski (P) | Canada      | New York Rangers    | Winnipeg Monarchs (WCHL)     |

### Diciassettesimo giro
| #   | Giocatore        | Nazionalità | Squadra NHL         | Squadra di provenienza    |
| --- | ---------------- | ----------- | ------------------- | ------------------------- |
| 228 | Bob Blanchet (P) | Canada      | Washington Capitals | Kitchener Rangers (OMJHL) |
| 229 | Mike Dibble (P)  | Stati Uniti | New York Islanders  | Wisconsin Badgers (NCAA)  |
| 230 | Kevin Treacy (D) | Stati Uniti | New York Rangers    | Cornwall Royals (QMJHL)   |

### Diciottesimo giro
| #   | Giocatore            | Nazionalità | Squadra NHL         | Squadra di provenienza     |
| --- | -------------------- | ----------- | ------------------- | -------------------------- |
| 231 | Johnny Bower Jr. (D) | Canada      | Washington Capitals | Downsview Beavers (OPJHL)  |
| 232 | Brian Bye (AS)       | Stati Uniti | New York Islanders  | Kitchener Rangers (OMJHL)  |
| 233 | Ken Gassoff (C)      | Canada      | New York Rangers    | Medicine Hat Tigers (WCHL) |

### Diciannovesimo giro
| #   | Giocatore         | Nazionalità | Squadra NHL         | Squadra di provenienza     |
| --- | ----------------- | ----------- | ------------------- | -------------------------- |
| 234 | Yves Plouffe (D)  | Canada      | Washington Capitals | Sorel Éperviers (QMJHL)    |
| 235 | Martti Jarkko (C) | Finlandia   | New York Islanders  | Tappara (SM-liiga)         |
| 236 | Cliff Bast (D)    | Canada      | New York Rangers    | Medicine Hat Tigers (WCHL) |

### Ventesimo giro
| #   | Giocatore        | Nazionalità | Squadra NHL         | Squadra di provenienza         |
| --- | ---------------- | ----------- | ------------------- | ------------------------------ |
| 237 | Terry Bozack (D) | Canada      | Washington Capitals | Pembroke Lumber Kings (CJHL)   |
| 238 | Ron Phillips (D) | Canada      | New York Islanders  | St. Catharines B.Hawks (OMJHL) |
| 239 | Jim Mayer (AD)   | Canada      | New York Rangers    | Michigan Tech Huskies (NCAA)   |

### Ventunesimo giro
| #   | Giocatore          | Nazionalità | Squadra NHL         | Squadra di provenienza     |
| --- | ------------------ | ----------- | ------------------- | -------------------------- |
| 240 | Gord Cole (AS)     | Canada      | Washington Capitals | Brandon Wheat Kings (WCHL) |
| 241 | Warren Miller (AD) | Stati Uniti | New York Rangers    | Minnesota Gophers (NCAA)   |

### Ventiduesimo giro
| #   | Giocatore          | Nazionalità | Squadra NHL         | Squadra di provenienza   |
| --- | ------------------ | ----------- | ------------------- | ------------------------ |
| 242 | Mike Cosentino (C) | Canada      | Washington Capitals | Hamilton Fincups (OMJHL) |
| 243 | Kevin Walker (D)   | Canada      | New York Rangers    | Cornell Big Red (ECAC)   |

### Ventitreesimo giro
| #   | Giocatore       | Nazionalità | Squadra NHL         | Squadra di provenienza         |
| --- | --------------- | ----------- | ------------------- | ------------------------------ |
| 244 | John Duncan (D) | Canada      | Washington Capitals | Cornwall Royals (QMJHL)        |
| 245 | Jim Warner (AD) | Stati Uniti | New York Rangers    | Minnesota Junior Stars (MWJHL) |

### Ventiquattresimo giro
| #   | Giocatore          | Nazionalità | Squadra NHL         | Squadra di provenienza    |
| --- | ------------------ | ----------- | ------------------- | ------------------------- |
| 246 | Barry Kerfoot (AD) | Canada      | Washington Capitals | Smiths Falls Bears (CJHL) |

### Venticinquesimo giro
| #   | Giocatore     | Nazionalità | Squadra NHL         | Squadra di provenienza |
| --- | ------------- | ----------- | ------------------- | ---------------------- |
| 247 | Ron Poole (C) | Canada      | Washington Capitals | Kamloops Chiefs (WCHL) |